# Escándalo del Alcantarillado de Iquitos
El Escándalo del Alcantarillado de Iquitos (también llamado Caso PTAR o Cuento Chino de Ivan Vásquez (según los periodistas  opositores a Yván)) fue un escándalo político peruano ocurrido en la Ciudad de Iquitos desde el 23 de agosto de 2012 hasta el 21 de diciembre de 2016 como resultado de la polémica construcción del Alcantarillado Integral de Iquitos (oficialmente llamado Mejoramiento y Ampliación del Sistema de Alcantarillado en Iquitos) impulsado por el actual Presidente Regional de Loreto Yván Vásquez. El proyecto se convirtió en la peor obra de construcción en la historia de la ciudad.
El Escándalo del Alcantarillado de Iquitos actúa como antonomasia que también abarca pequeños conflictos relacionados con la percepción de corrupción en Iquitos y todo el territorio de Loreto. El evento también encabeza una lista de proyectos que también se polemizaron que incluyen también el Tren Iquitos - Yurimaguas.

## Causas principales

### Alcantarillado Integral de Iquitos
La obra de Alcantarillado Integral de Iquitos hasta 2012 ha generado molestias en la población como intensa invasión de polvo en viviendas, severo caos vehicular y tramos profundos sin asfaltar por días. El impacto ha perjudicado principalmente a personas que sufren de asma, la vida urbana y el microcomercio.
El Gobierno Regional de Loreto suscribió el contrato de obra con la empresa china Water & Electric Corp – Perú el 4 de junio de 2010. El Alcantarillado Integral de Iquitos tuvo una inversión de 500 millones de nuevos soles, cuya operación fue ejecutada rápidamente debido a sobrevaluación, fallas técnicas y de alcance y financiamiento. Más tarde, para aclarar sobre el proyecto, el Colegio Departamental de Ingenieros organizó un discurso sobre los beneficios, las cuales no fueron bien recibidas por la población.
La obra de construcción fue amenazada por los pobladores de la Terminal, una zona periférica de Iquitos, y luego se sumaron, ciudadanos de varias calles del área metropolitana, quienes se alzaron y exigieron la responsable y adecuada finalización de la construcción.
La prensa y profesionales también recibieron la situación como desagradable. El antropólogo Alberto Chirif enfatizó: «A estas alturas ya no caben debates del alcantarillado, hay que exigir a las autoridades que la empresa respete a los ciudadanos».  Ramiros Celis en su blog Iquitos News, en el estado actual de Iquitos, la llamó figurativamente la «Afganistán de Sudamérica». Él continuó: «Es lamentable que una ciudad que se promociona como "turística" no tenga pistas adecuadas para el tránsito vehicular y menos autoridades preocupadas por el tema». Antes de la obra, Fernando Nájar en El blog de Yosef crítico fuertemente la ejecución de obras que el presidente Regional de Loreto Iván Vásquez ponen en acción, calificándolo de regionalmente centralista: «El Presidente de la Región Loreto, sin consultar a nadie, arbitrariamente y subestimando a todos los loretanos, implicó hasta el 2023 los fondos de 51 municipalidades loretanas. [...] ¿Por qué los flacos fondos de las provincias y distritos del interior  de la Región tienen que financiaruna obra que solo beneficiará a Iquitos y en parte a los distritos de San Juan, Belén y Punchana»

### PTAR
La Planta de Tratamiento de Aguas Residuales (PTAR) de la ciudad también ha recibido reacciones desfavorables de los medios de comunicación, la población y los agentes judiciales. La Fiscalía Anticorrupción de Loreto inició una investigación en contra de Vásquez y otros responsables por «colusión agravada y peculado doloso». Las irregularidades registradas incluyen la inactividad de maquinaria, faltando a la propuesta técnica; resistencia incompatible en la arquitectura que contradice a las especifaciones técnicas oficiales, y deficiencias constructivas; ningún avance físico de la obra hasta febrero del 2011, faltando al expediente técnicado y posible crisis hacia la postergación y malestar en la población; falta de presentación de los gastos generales; malversación y problemas financieros; invasivas inundaciones a causa de filtraciones; costo mayor en mantenimiento y reparación que sobrepasaría el presupuesto. El PTAR ha sido construido desfavorablemente en una zona inundable y «dezlenable» en los pantanos del río Nanay.

### Créditos agrarios
El segundo factor polémico que acompañó al Escándalo del Alcantarillado fue la disminución de los créditos agrarios. El mal manejo del canon petrolero provocó ruinas económicas dentro del Programa de Créditos Agrarios (Procrea): «[...] los agricultores recibieron menos dinero de lo que oficialmente les prestaron, entregaron sus tierras en prenda, no pudieron pagar la deuda y ahora están arruinados.»
Los inestables cambios del presupuesto y las medidas de seguridad ambiental del proyecto fueron los puntos esenciales para la inmediata controversia, entre ellos la incompatibilidad legal del coste del alcantarillado —conformado por S/. 85 849 488— que tomó el 38.47% de la ganancia del canon petrolero del 2010 y disminuyendo los beneficios económicos de otras entidades públicas, por lo tanto, faltando la Ley de Presupuesto del Sector Público de aprovechar menos del 30% del canon regional.

### Descuentos de trabajadores
Diario Correo reportó que en un grupo de trabajadores del Gobierno Regional de Loreto advirtieron de un descuento «inusual y no autorizado» en sus boletas de pago de marzo. El documento evidencia que por Contrato Administrativo de Servicios (CAS) a los servidores regionales «se les consignaba, además del descuento habitual de una AFP, un recorte con la denominación de "Cuota Voluntaria"». De acuerdo al Código Procesal Civil del Perú, solo se puede hacer descuento por deuda alimentaria y con una requerida autorización. Varios trabajadores admitieron que nunca autorizaron la «Cuota Voluntaria».

## Conflictos registrados

### Disturbios
El 4 de abril de 2013, ocurrieron enfrentamientos y disturbios en la Plaza 28 de Julio que iniciaron ante una declaración de radio La Karibeña en contra del Gobierno Regional de Loreto basada en un informe periodístico de La República sobre «un irregular sistema de créditos agrarios» que causó grave daño a miles de agricultores. El 15 de mayo de 2013, se realizó un contundente paro regional contra la corrupción y en defensa de la libertad de expresión debido al registro de manipulación de medios y compras de periodistas.
Durante la Audiencia de Fiscalización, opositores y defensores de Yvan Vásquez ocasionaron un peligroso disturbio el 20 de mayo de 2014. Los opositores denunciaron que los defensores de Vásquez intentaron impedir la realización de la audiencia.
El periodista Carlos Vargas y su camarógrafo del programa En Directo con Nancy Alarcón de Loreto TV fueron agredidos en la sede del Gobierno Regional de Loreto a inicios de junio de 2014. Los corresponsales intentaron investigar sobre el caso de maquinaria pesada sobrevalorada antes de ser agredidos por los trabajadores del gobierno. La cámara se les fue arrebatada y la información registrada fue eliminada. Otros periodistas también fueron atacados, incluyendo a Roger Taricuarima Isuiza, director del programa Día 7 de Canal 21, Fabricio Escajadillo, del programa Punto Final, de Frecuencia Latina, Pauner Portal Talexi, de radio La Karibeña y del diario Crónicas y del Grupo La República.

### Debate enRadio La Exitosa
El 6 de junio de 2014, Yván Vásquez, actual Presidente Regional de Loreto; Robinson Rivadeneyra, expresidente Regional de Loreto, el periodista Manuel Rosas y, como moderador, Nicolás Lucar, realizaron un debate en Radio La Exitosa. Durante la transmisión, Rivadeneyra presentó las irregularidades en contra de Vásquez por «haber sobrepasado de forma escandalosa los montos acordados para la ejecución de las obras de alcantarillado de la ciudad de Loreto».
Robinson Rivadeneyra, presentando imágenes en el estudio, dijo:

Esta es una foto donde nosotros le dijimos, dijimos: «Señores, esta planta va a estallar.» Y estalló porque conocíamos sus deficiencias técnicas. Esta es una foto posterior cuando revienta el agua, y ahí empieza a ver, producto de que ha reventado el agua, los muros empiezan a cuartearse. Esta es una foto de los muros. Estas fotos que tiene aquí son pilotes de concreto centrifugados. Esta planta está en una zona de fango, y por lo tanto, el punto de resistencia está 36 metros de profundidad. [...] Aquí está unas fotos del alcantarillado. Están colocados en pleno barro. Debido que están colocados de esa forma, están achatados. Esas son fotos de un año y medio. Hoy están aplastados. Hoy toda la ciudad de Iquitos se está hundiendo.

Esto está en mano de la fiscalía. Debe culminar la investigación entre julio y agosto. La fiscalía tiene que emitir acusación, y por las personas que nosotros denunciamos, hoy se han acogido en colaboración eficaz. Y han reconocido que todas las cosas que hemos presentado en este proceso son reales.

Robinson Rivadeneyra añadió otras irregularidades serias que incluirían la construcción de narcopistas por el GOREL.
Respecto al Escándalo de Alcantarillado, Yván Vásquez respondió:

El alcantarillado es una obra que ha sido denunciada antes de hacerse, el asesor legal Rivadeneira, interpuso un recurso para evitar que se ejecute. Esta obra está operando, fue licitada por 418 millones y medio aproximadamente, fue la base con la cual se convocó. Se presentaron cinco empresas internacionales y ganó la de China, con la mejor propuesta. En principio son dos lotes. Una es la planta de tratamiento que inició con 196 millones y ganando los chinos subió a 255. El segundo lote inició con 222 y terminó con 266, siento un total de 521 millones de soles. [...] Es una planta de tratamiento de tres niveles, algo realmente complejo. No es lo mismo trabajar en la zona de la selva que trabajar en la costa. No se podría realizar en otra zona porque no era económicamente rentable y ahí está, la obra ha soportado.

Vásquez también respondió a las denuncias de los créditos agrarios:

En créditos agrarios solo se ha entregado 78 millones de soles, si tenemos en cuenta que se habían aprobado 127. Ahora estamos trabajando un proyecto para crear una caja regional, porque a mí no me parece que el gobierno regional deba entregarlos. En cuanto a créditos agrarios se ha entregado 11 mil 84 agricultores, algunos muy amigos míos y otros enemigos. Yo no filtro esa información.

El presidente regional denominó a la expresión «La obra es un desastre» del contralor de la República como una «veeduría».
Nicólas Lucar comparó la inestabilidad del PTAR de Iquitos en zona inundable con la negligencia de la hidroeléctrica de Charcani en Arequipa:

¿Qué pasó con Charcani? Esta anécdota es importante. Hacen Charcani. Hacen un túnel a través del cerro y sueltan el agua que viene de las alturas. El agua viene fría, y ¡oh, descubrimiento!, el cerro era caliente porque está en una zona volcánica. ¿Y qué pasó? Se rajó todo el túnel. ¿Cuál fue la conclusión de la investigación? Que esto fue una negligencia. [...] Entonces te hago la misma pregunta, ¿cómo es posible que descubran que el suelo es fangoso después de hacer la obra?

El periodista Manuel Rosas aclaró:

Y es un desastre. [...] El contratista no cumplió con la ejecución de las obras críticas de la planta de tratamiento en el tiempo previsto en el contrato. En el informe de riesgo, señala que puede ocurrir, por la zona deleznable y por la construcción que esta obra caiga y colapse. ¿Ocurrió o no ocurrió? El 5 de abril de 2013, el colapsamiento.

En última instancia, el contralor de la República, Fuad Khoury, intervino vía telefónica y contradijo a Vásquez:

Hace unas semanas estuvimos en Iquitos y tuvimos la oportunidad de recibir las quejas respecto a la situación de este megaproyecto. En el año 2012-2013 se realizó unas inspecciones y se encontraron algunas deficiencias, se pidió unos ajustes. Desde el punto de vista económico no ha sido provechoso.

El objetivo que nos debe llamar a todos es evitar las constante que hemos visto, la de obras inconclusas. No queremos que este megaproyecto termine como las que he visto. Solo puedo decir que se están encontrando deficiencias, aspectos técnicos que necesitan atención.

## Repercursiones legales
El escándalo generó una profunda crítica hacia el partido político Fuerza Loretana de Vásquez, y un ola de denuncias. El 20 de mayo de 2014, durante un reunión, varios ciudadanos denunciaron supuestos actos de corrupción dentro del Gobierno Regional de Loreto. Las denuncias aclaron que hubo un descuento en otros municipios para beneficiar el presupuesto del alcantarillado, y la disminución de los créditos agrarios.
Las denuncias por corrupción aumentaron en 2014 y fueron escuchados por la Comisión de Fiscalización y Contraloría del Congreso del Perú. La presencia de la Comisión generó enormes expectativa e hizo que varios ciudadanos pernoctaran en las afueras del local de la audiencia. El controlador fiscal Fuad Khoury confirmó una exhausta investigación sobre el alcantarillado y otros proyectos relacionados, mientras el fiscal Ramos Heredia mostró preocupación por la situación de los proyectos El Presidente Regional de Loreto Yvan Vásquez defendió las obras, pero la Fiscalía Especializada en Delitos de Corrupción en Iquitos solicitó prisión de 19 años para Vásquez por «delitos contra la administración pública y malversación de fondos».

### Prisión preventiva
El 18 de julio de 2014, el Segundo Juzgado de Investigación Preparatoria de Loreto, dictó 18 meses de prisión preventiva contra el Presidente Regional de Loreto Yván Vásquez Valera, un evento que fue etiquetado como «histórico». A pesar del pedido de detención, Yván Vásquez se ha convertido en prófugo y la Policía Nacional del Perú indicó que estaría refugiado en el distrito Ramón Castilla.
En defensa por Yván Vásquez y un inicio por apelar, el abogado Fernando Ugaz, negó la existencia de pruebas que involucren al funcionario: «Un presidente regional no preside los procesos de licitación».
A pesar de que el dictamen de prisión preventiva no tuvo relación con el caso del alcantarillado y PTAR, se abriría la investigación de varias denuncias existentes contra Vásquez.